# Pomacentrus micronesicus
Pomacentrus micronesicus là một loài cá biển thuộc chi Pomacentrus trong họ Cá thia. Loài này được mô tả lần đầu tiên vào năm 2014.

## Từ nguyên
Tính từ định danh micronesicus theo tiếng Latinh có nghĩa là "ở Micronesia", hàm ý đề cập đến nơi mẫu định danh của loài cá này được thu thập, quần đảo Marshall (thuộc tiểu vùng Micronesia).

## Phạm vi phân bố và môi trường sống
P. micronesicus được ghi nhận tại quần đảo Marshall và một số đảo của Indonesia, bao gồm Bali, quần đảo Raja Ampat và ngoài khơi Tây Papua; nhiều khả năng loài này cũng được tìm thấy ở cả Palau. P. micronesicus được quan sát và thu thập ở độ sâu khoảng từ 5 đến 20 m.

## Mô tả
Chiều dài lớn nhất được ghi nhận ở P. micronesicus là gần 6 cm. Cơ thể có màu xanh lam óng với phần bụng phớt màu vàng. Vây lưng xanh sẫm như thân. Vây ngực trong suốt hoặc xanh rất nhạt. Vây bụng và vây hậu môn có màu vàng tươi, viền xanh óng. Vây đuôi màu vàng rất nhạt, cùng với vây hậu môn lốm đốm các chấm xanh.
Số gai ở vây lưng: 13; Số tia vây ở vây lưng: 13–15; Số gai ở vây hậu môn: 2; Số tia vây ở vây hậu môn: 13–16; Số tia vây ở vây ngực: 16–18; Số gai ở vây bụng: 1; Số tia vây ở vây bụng: 5.

## Phân loại học
P. micronesicus thuộc phức hợp loài Pomacentrus coelestis. So với P. coelestis, P. micronesicus nhìn chung có nhiều tia vây hậu môn và số lược mang hơn; ngoài ra, vây đuôi thường lõm sâu và có các sợi tia ở thùy trên ở P. micronesicus (ít thấy ở P. coelestis).
Sau khi bản mô tả loài này được xuất bản vào năm 2013, các tác giả nhận thấy họ thiếu mã LSID (mã định vị thông tin trên web) để đơn vị phân loại mới được công nhận, và điều này đã được bổ sung vào năm 2014.

## Sinh thái học
Thức ăn của P. micronesicus bao gồm tảo và các loài động vật phù du. Cá đực có tập tính bảo vệ và chăm sóc trứng.